# Daslu
Daslu was een luxe warenhuis met meerdere merken in São Paulo, Brazilië. Het warenhuis stond bekend als het 'mekka van modeontwerpers' van Brazilië, omdat het meer dan 60 merken plus 30 fysieke winkels herbergde. Het was de plek waar Braziliaanse socialites, variërend van multimiljonairs in het voetbal tot grote conglomeraten, winkelden voor de nieuwste accessoires en kleding. Het was een gerenommeerde winkel in Zuid-Amerika voor chique en exclusieve haute couture. Het merk "Daslu" (voegwoord van "van de Lu" in het Portugees) is een verwijzing naar de bijnaam "Lu" die gemeenschappelijk was voor beide partners die de winkel oprichtten (Lúcia en Lourdes). 

## Geschiedenis
De geschiedenis van Daslu begon in 1958 toen het werd geopend door zakenvrouwen en socialites Lúcia Piva de Albuquerque Tranchesi en Lourdes Aranha dos Santos, die kleding verkochten die ze meebrachten van reizen naar het buitenland. De boetiek, die aanvankelijk vanuit Piva's huis opereerde, richtte zich op de elite van São Paulo en de eigenaren doneerden een deel van de winst aan liefdadigheid. Piva overleed in 1983 en liet de zorg voor de zaak over aan haar dochter, Eliana Tranchese. In 1990 opende de toenmalige president Fernando Collor de Mello het land voor importgoederen, en Eliana kon exclusieve partnerschappen opbouwen met luxe merken zoals Chanel, Jimmy Choo, Louis Vuitton en Valentino, waardoor de boetiek werd getransformeerd tot het meest luxueuze warenhuis van Brazilië. Naarmate de zaak bloeide en het aanbod zich uitbreidde, groeide de winkel door de aankoop van aangrenzende panden, waardoor uiteindelijk 23 huizen werden samengevoegd tot één grote en unieke winkelvloer.
In 2005 was Daslu zelfs dit gebouw ontgroeid en verhuisde hij naar de vier verdiepingen tellende, 17.000 m² grootte neoklassieke Villa Daslu in de wijk Vila Olimpia in São Paulo. De villa was zo groot en buitengewoon luxueus dat het onder meer een Maserati-dealerschap, een helikopterplatform op het dak en een gewijde loggia voor bruiloften met volledige service omvatte. Datzelfde jaar werd Daslu echter ook door de overheid overvallen op verdenking van belastingontduiking. Door aanhoudende juridische problemen kreeg Daslu dertien maanden lang een importverbod opgelegd, waardoor het bedrijf in grote financiële problemen kwam. In 2011, toen het bedrijf bijna failliet was, verkocht het zichzelf voor R$ 65 miljoen aan een Braziliaans private-equityfonds. Dit omvatte R$ 21 miljoen in contanten om de onderneming te herkapitaliseren, het wissen van R$ 44 miljoen aan schulden aan het fonds en het overnemen van schulden aan andere schuldeisers. Eliana Tranchesi was destijds de enige aandeelhouder van het bedrijf en ontving een symbolische R$1000 voor haar aandelen, evenals franchiserechten voor een latere Daslu-winkel, in afwachting van de uitkomst van haar beroep. Het duurde meer dan zes maanden om Daslu's financiële zaken te ontwarren, maar de villa werd verkocht aan Iguatemi SA en er werd een nieuwe winkel geopend in de Shopping Cidade Jardim. 
Eliana Tranchesi stierf op 24 februari 2012 in São Paulo aan longkanker. Ze was 55 jaar oud. 
In oktober 2016 kreeg het winkelcentrum JK Igautemi een gerechtelijk vonnis waardoor Daslu zijn pand moest verlaten voor een huurachterstand van R$ 3 miljoen. De krant O Estado de S. Paulo meldde dat de winkel nog met andere schulden kampte van in totaal meer dan R$ 100 miljoen en dat het moeite had om de salarissen van de werknemers te betalen. Daslu sloot de volgende maand zijn locatie in Ribeirão Preto en de locatie Cidade Jardim en een andere in Rio de Janeiro.
Nadat het bedrijf zijn resterende winkels sloot, kocht Mitre Realty, een vastgoedontwikkelaar uit São Paulo, het merk Daslu in juni 2022 op een veiling. 

## Sociale kritiek
Zowel de vlaggenschipwinkel als het merk zelf zorgden voor veel controverse. De weelderige Villa Daslu lag direct tussen een snelweg en Coliseu, een van de vele favela's of sloppenwijken van de stad. Enkele dagen voor de opening van de winkel in 2005 meldde een onderzoek van de Braziliaanse overheid dat de welvaartsverschillen in het land het op één na grootste ter wereld waren, na Sierra Leone. Bij de opening dronken klanten 2.680 flessen gratis Veuve Clicquot-champagne en binnen enkele weken protesteerden studenten bij de poorten van de Villa en smeekten ze binnenkomende klanten om geld. Als reactie hierop beweerde Eliana Tranchesi dat 'Daslu zijn steentje bijdroeg door banen te verschaffen aan Brazilianen en belastingen te betalen, en daarnaast gratis kinderopvang en basisonderwijs te bieden aan de kinderen van al zijn werknemers'. Dat jaar zette Daslu ook een project op in samenwerking met CUFA om workshops, educatie en sportactiviteiten aan te bieden in nabijgelegen favela's. 

## Belastingontduiking
Ondanks de beweringen dat het bedrijf belastingen betaalde, werd Daslu het doelwit van een strafrechtelijk onderzoek wegens belastingontduiking en het indienen van valse importdocumenten. In juli 2005, een maand nadat Villa Daslu geopend was, deden meer dan 300 federale politieagenten en belastingambtenaren een inval in de winkel en de kantoren in vier Braziliaanse staten. De overheid beweerde dat het bedrijf gebruik had gemaakt van lege vennootschappen in het buitenland om valse facturen op te stellen en de waarde van de import te laag op te geven. Eliana zelf werd thuis gearresteerd en later weer vrijgelaten. Op 13 december 2006 werd Daslu een boete van ongeveer 236 miljoen Braziliaanse real opgelegd voor een belastingontduiking die terugging tot het jaar 2000. 
Op 26 maart 2009 werden Eliana, haar broer Antônio Carlos Piva de Albuquerque en vijf medeplichtigen veroordeeld voor smokkel, georganiseerde misdaad en belastingontduiking. Eliana en Antônio werden veroordeeld tot 94 jaar en 6 maanden gevangenisstraf, terwijl hun importagenten en accountant werden veroordeeld tot straffen van 11 tot 53 jaar.  Alle zeven betrokkenen werden ongeveer 36 uur later vrijgelaten, in afwachting van hun hoger beroep, nadat ze een habeas corpus-bevel hadden ingediend. De advocaat van Tranches betoogde dat de straf buitensporig was, aangezien de meeste vergelijkbare misdaden een gevangenisstraf van minder dan vier jaar opleverden. Sommige aanhangers waren van mening dat de aanklachten waren opgeblazen om de aandacht af te leiden van corruptieschandalen binnen de Braziliaanse regering. 